# Quadrastichus longicorpus
Quadrastichus longicorpus är en stekelart som först beskrevs av Muhammad Sharif Khan och Shafee 1988.  Quadrastichus longicorpus ingår i släktet Quadrastichus och familjen finglanssteklar. Inga underarter finns listade i Catalogue of Life.